# Ústrašín
Obec Ústrašín (německy Austraschin) se nachází v okrese Pelhřimov v Kraji Vysočina. Žije zde 263 obyvatel. Při východním okraji obce protéká říčka Hejlovka.

## Historie
První písemná zmínka o obci pochází z roku 1352. V roce 1921 zde stálo 52 domů a žilo 338 obyvatel. 

## Pamětihodnosti
- Tvrz, archeologické naleziště
- Kostel Nanebevzetí Panny Marie

## Zajímavosti
- Na ústrašínské návsi před kostelem Nanebevzetí Panny Marie se natáčel film Martin a červené sklíčko.